# Ösmo församling
Ösmo församling var en församling i Strängnäs stift och i Nynäshamns kommun, Stockholms län. Församlingen uppgick 2006 i Ösmo-Torö församling.

## Administrativ historik
Församlingen har medeltida ursprung. 1947 utbröts Nynäshamns församling. Församlingen utgjorde till 1962 ett eget pastorat för att därefter till 2006 vara moderförsamling i pastoratet Ösmo och Torö. Församlingen uppgick 2006 i Ösmo-Torö församling.

## Kyrkor
- Ösmo kyrka